# Anna Belknap
Anna Belknap, rozená Anna C. Belknap, (* 22. květen 1972, Damariscotta, Maine, USA) je americká herečka. Od druhé série hraje Lindsay Monroeovou v seriálu Kriminálka New York. Objevila se také v seriálech Zákon a pořádek, Beze stopy, Lékařské záhady.

## Životopis
Belknapová se narodila v Damariscottě v Maine. Je dcerou Davida a Louise Balknap. Navštěvovala Lincolnovu akademii v Newcastlu v Maine. Zatímco navštěvovala Middlebury College ve Vermontu, kde začala mít zájem o herectví. Poté navštěvovala konzervatoř American Conservatory Theatre, kde získala magisterský titul.

## Osobní život
Od roku 2004 je vdaná za Erica Siegela, se kterým má dceru Olive (narozená 14. ledna 2007) a syna George.

## Filmografie
| Rok       | Název                                     | Role                          | Poznámky                                 |
| --------- | ----------------------------------------- | ----------------------------- | ---------------------------------------- |
| 1996      | Zločin v ulicích                          | Julia Pfeiffer                | díl: „Work Related“                      |
| 1999      | Zákon a pořádek                           | Jessica Buehl                 | díl: „Hate“                              |
| 1999      | Trinity                                   | žena                          | díl: „Having Trouble with the Language“  |
| 2000-2001 | Deadline                                  | Chase                         | 4 díly                                   |
| 2001      | Zákon a pořádek: Útvar pro zvláštní oběti | Sarah Kimmel                  | díl: „Manhunt“                           |
| 2001      | The Education of Max Bickford             | Mimmy Askew                   | díl: „Do It Yourself“                    |
| 2003-2004 | The Handler                               | Lily                          | hlavní role, 16 dílů                     |
| 2004      | The Jury                                  | Karen Linney                  | díl: „The Boxer“                         |
| 2004-2005 | Lékařské záhady                           | Eva Rossi                     | hlavní role, 20 dílů                     |
| 2005      | The Reality Trap                          | Tracy                         |                                          |
| 2005      | Alchymie lásky                            | Marissa                       |                                          |
| 2005      | The Comeback                              | Sarah Peterman                | díl: „Valerie Does Another Classic Leno“ |
| 2005      | Beze stopy                                | Paige Hobson                  | 2 díly                                   |
| 2005-2013 | Kriminálka New York                       | Lindsay Monroeová Messerová   | hlavní role, 166 dílů                    |
| 2015      | No Way Jose                               | Kate                          |                                          |
| 2015      | Hawaii 5-0                                | Amy Lange                     | díl: „Lā Pōʻino“                         |
| 2015      | Vražedná práva                            | zdravotní sestra na onkologii | díl: „I Want You to Die“                 |
| 2017      | Dobrý doktor                              | Cora                          | díl: „Pain“                              |
| 2019      | Námořní vyšetřovací služba L. A.          | Robin Ip                      | díl: „Kill Beale: Vol. 1“                |
| 2020      | Nemocnice Chicago Med                     | Linda Strauss                 | díl: „The Ghosts of the Past“            |